# Echeveria crenulata
Echeveria crenulata ist eine Pflanzenart aus der Gattung der Echeverien (Echeveria) in der Familie der Dickblattgewächse (Crassulaceae).

## Beschreibung
Echeveria crenulata bildet Triebe bis 10 Zentimeter oder länger aus. Die rhombisch verkehrt eiförmigen Blätter werden 10 Zentimeter und mehr lang und bis 7 Zentimeter breit. An der Basis sind sie 2 Zentimeter breit. Sie besitzen ein aufgesetztes Spitzchen, die Blattränder sind flach oder stark bis fein gewellt ausgebildet und wenig winzig gekerbt. Die Blattspreite ist nicht glauk, sondern grün gefärbt, die Ränder sind dunkel rötlich bis braun gefärbt. 
Der traubig-rispige Blütenstand wird 50 Zentimeter und mehr hoch und setzt sich aus 9 oder mehr kurzen Wickeln zusammen, die jeweils 4 bis 12 Einzelblüten tragen. Der Blütenstiel wird bis 1 Zentimeter lang. Die weit ausgebreiteten bis zurückgebogenen Kelchblätter werden 10 Millimeter lang. Die urnenförmige und 5-kantige Blütenkrone wird etwa 18 Millimeter lang und rosarötlich bis gelblich gefärbt. An der Basis hat sie einen Durchmesser von 12 Millimeter, am Schlund selten bis 16 Millimeter. 
Die Chromosomenzahl beträgt 2n = ca. 124.

## Verbreitung und Systematik
Echeveria crenulata ist in Mexiko im Bundesstaat Morelos nahe der Hauptstadt Cuernavaca verbreitet.
Die Erstbeschreibung erfolgte 1911 durch Joseph Nelson Rose.

## Nachweise